# Malocampa bronacha
Malocampa bronacha is een vlinder uit de familie van de Tandvlinders (Notodontidae). De wetenschappelijke naam van de soort is voor het eerst gepubliceerd in 1928 door William Schaus.
De spanwijdte bedraagt 45 millimeter.
De soort komt voor in Guatemala, Costa Rica en Panama.